# Ossetisk mytologi
Ossetisk religion, även känd som Ossetisk mytologi, var den religion som utövades av osseterna i Kaukasus.
Det var en polyteistisk religion som omfattade flera gudar. Den anses vara besläktad med tidigare skytisk mytologi. Dess gudar spelar en viktig roll i historierna kring det mytologiska människosläktet nart. 